# عبد العزيز الظفيري (لاعب كرة قدم سعودي)
عبد العزيز الظفيري لاعب كرة قدم سعودي محترف ، يلعب في مركز الهجوم في نادي التعاون أعاره نادي التعاون إلى نادي الفيحاء لمدة 4 أشهر .